# Abd al-Fattah as-Sisi

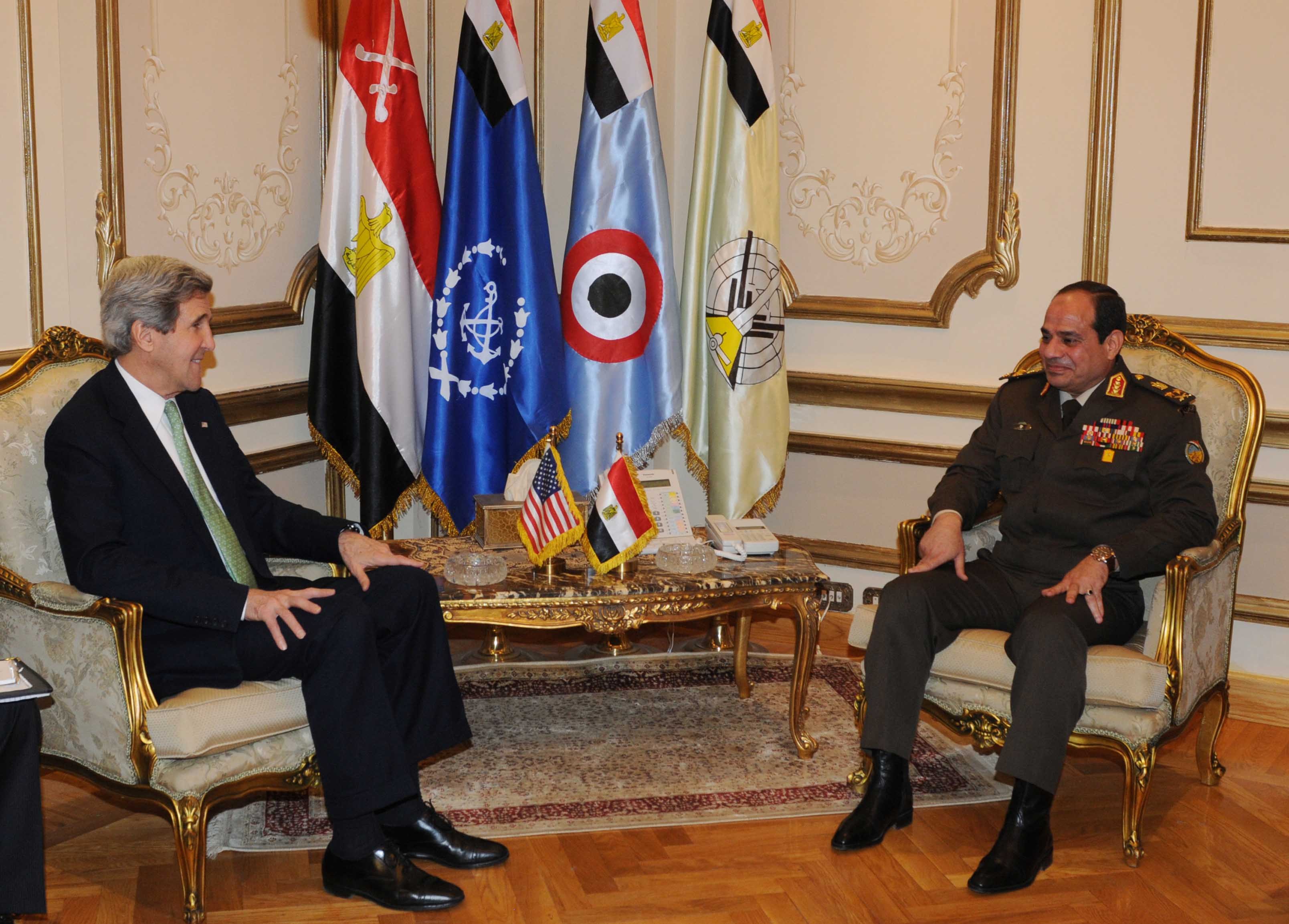
Abd al-Fattah as-Sisi i John Kerry. (2013)

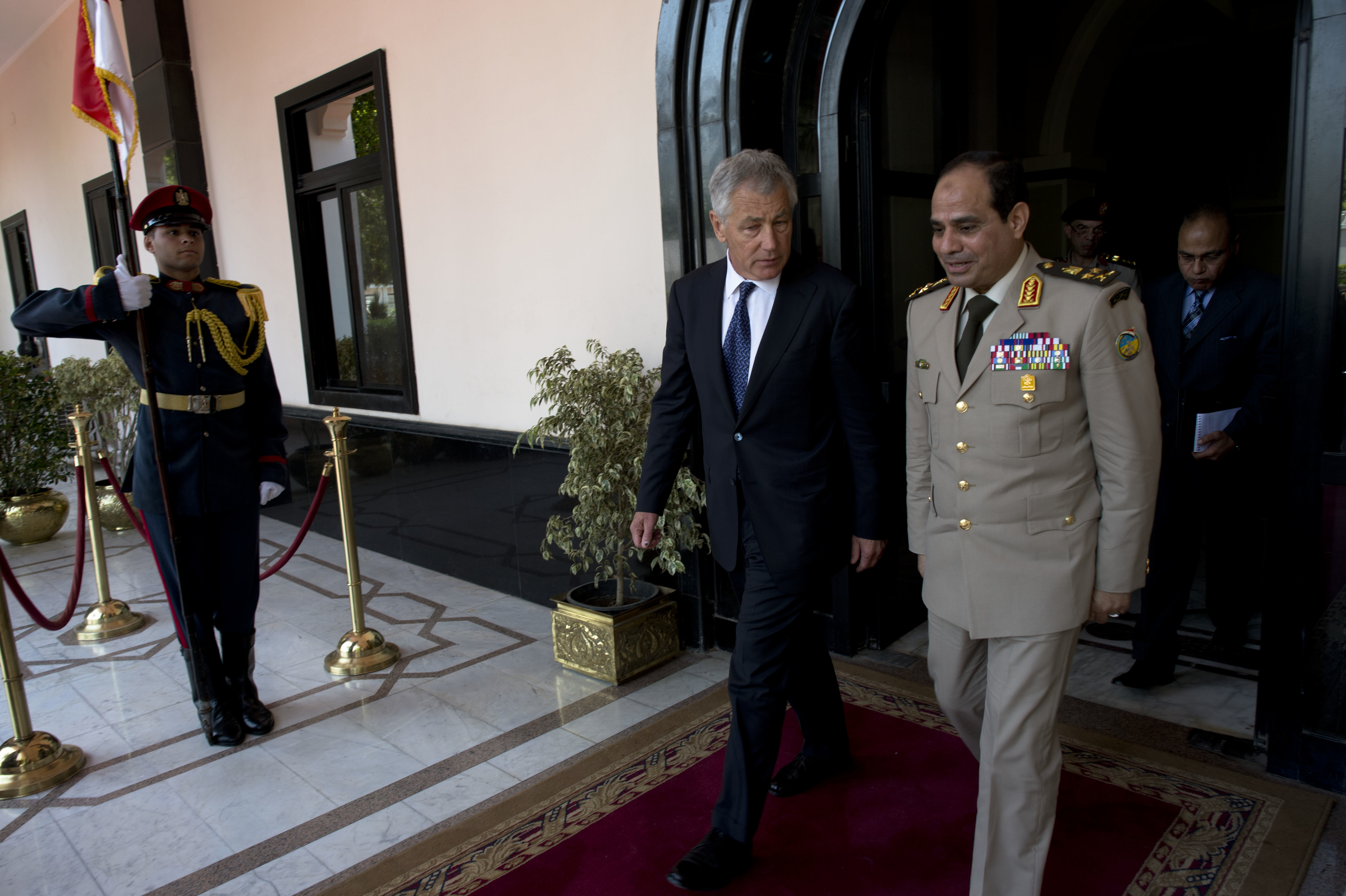
Abd al-Fattah as-Sisi i Chuck Hagel. (2013)

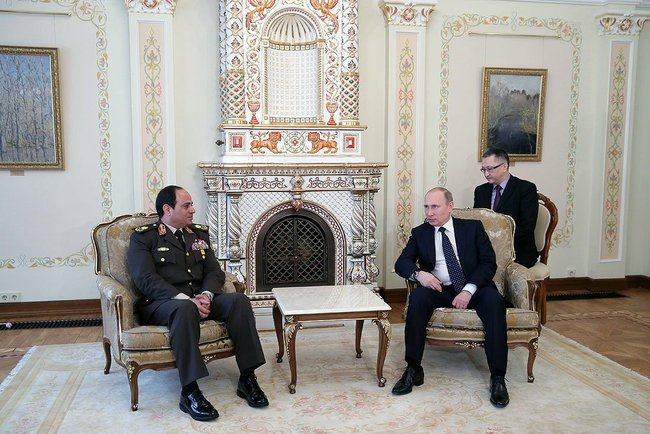
Abd al-Fattah as-Sisi i Władimir Putin. (2014)

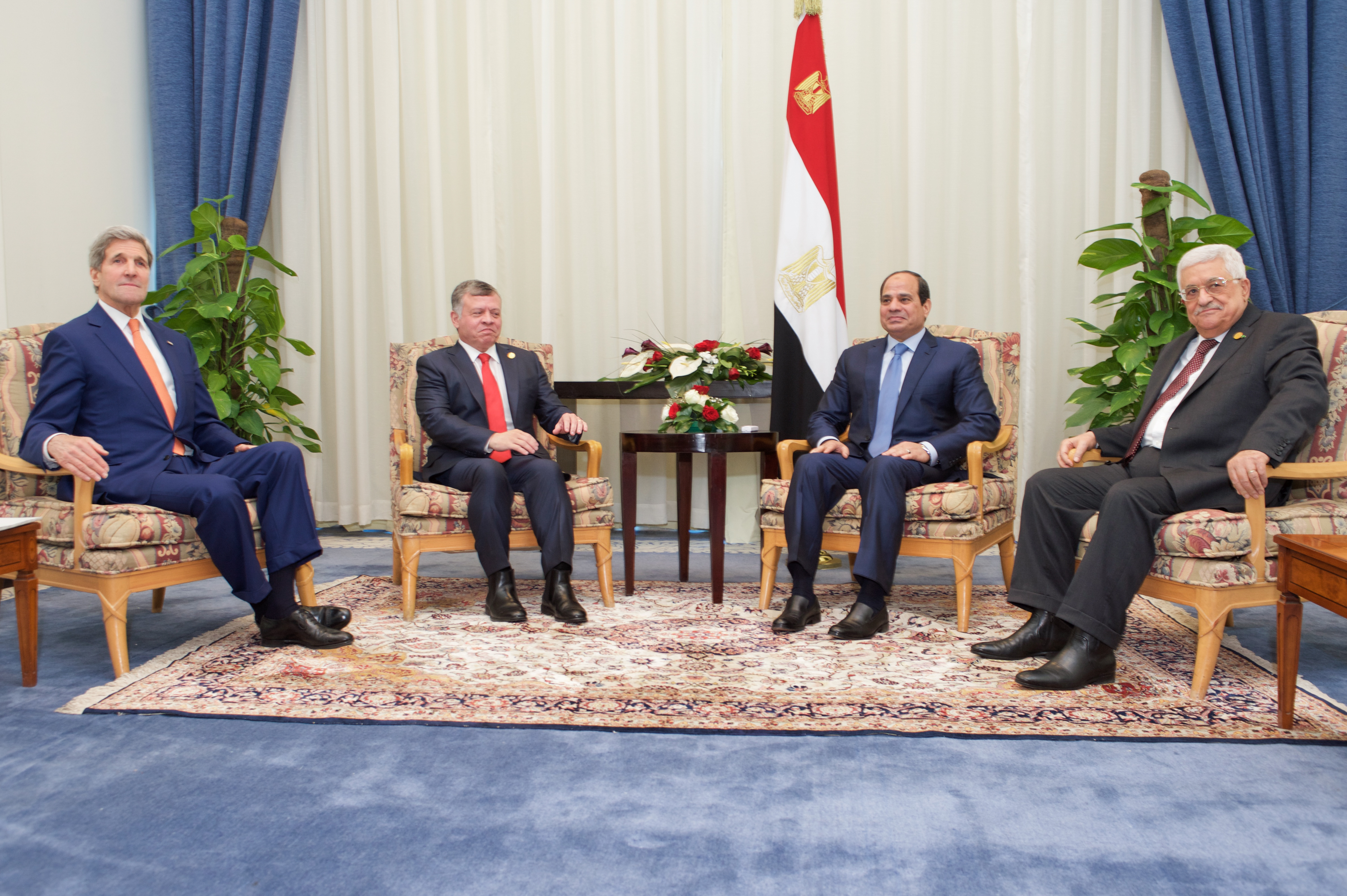
John Kerry, Abd Allah II ibn Husajn, Abd al-Fattah as-Sisi i Mahmud Abbas podczas spotkania w Szarm el-Szejk. (2015)

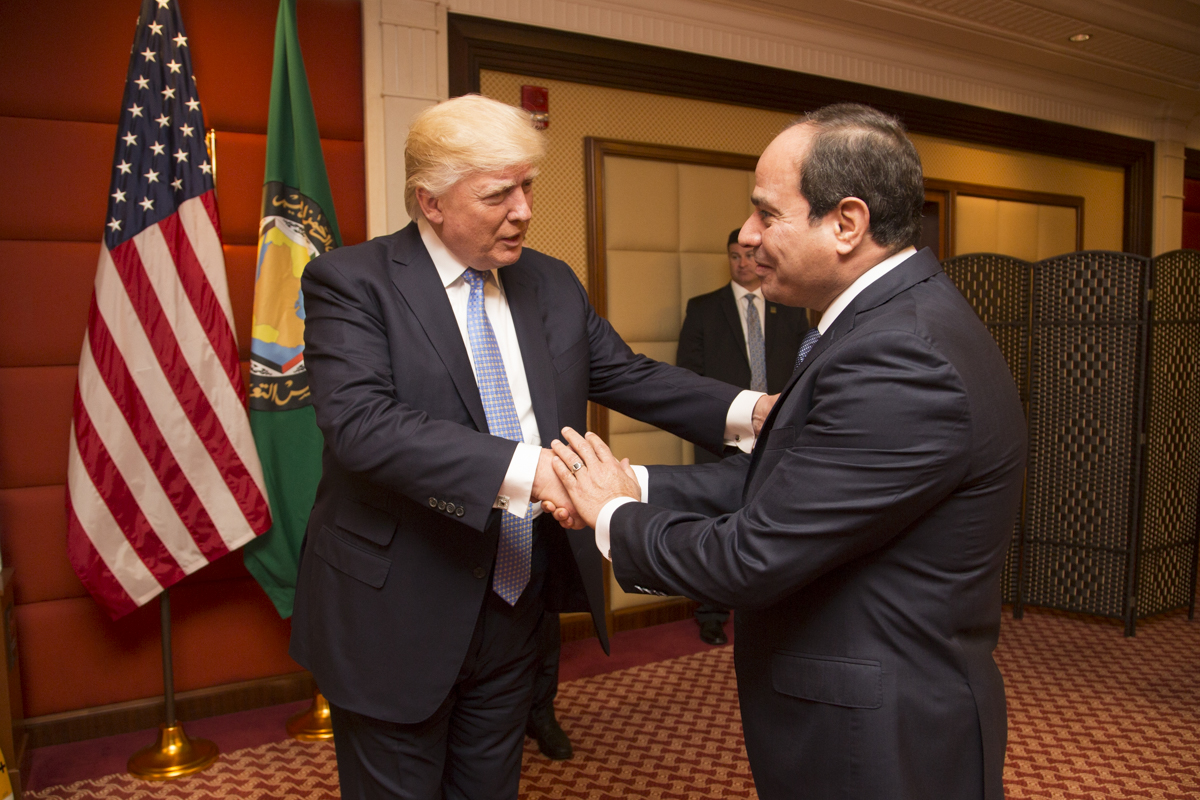
Abd al-Fattah as-Sisi i Donald Trump. (2017)

Abd al-Fattah Sa’id Husajn Chalil as-Sisi (arab. ‏عبد الفتاح سعيد حسين خليل السيسي‎ (wym. [ʕæbdel.fætˈtæːħ sæˈʕiːd ħeˈseːn xæˈliːl esˈsiːsi]); ur. 19 listopada 1954 w Kairze) – egipski wojskowy i polityk, minister obrony w latach 2012–2014, wicepremier w latach 2013–2014. Przywódca zamachu stanu z 2013 roku i najwyższy rangą egipski wojskowy, od 8 czerwca 2014 prezydent Egiptu.

## Życiorys

### Młodość
Urodził się 19 listopada 1954 w Kairze. Jego ojciec Hasan jest rzemieślnikiem, ma własny sklep. Abd al-Fattah as-Sisi ma sześcioro rodzeństwa: trzech braci i trzy siostry.

### Służba wojskowa
W 1977 roku ukończył szkołę oficerską. Po ukończeniu edukacji służył w jednostkach piechoty. Pełnił różnorakie funkcje w egipskich siłach zbrojnych i w aparacie państwowym: był dowódcą batalionu piechoty zmechanizowanej, szefem służby informacji i bezpieczeństwa w ministerstwie obrony, attaché wojskowym w Arabii Saudyjskiej, szefem sztabu oraz dowódcą Północnego Okręgu Wojskowego, a także dowódcą wojskowego wywiadu. Studiował także w 1992 roku w brytyjskim Joint Services Command and Staff College, a następnie w 2006 roku zdobył stopień magisterski na amerykańskim War College w Pensylwanii.
Po rewolucji z 2011 roku zasiadał w Najwyższej Radzie Sił Zbrojnych, która przejęła kontrolę nad krajem. Po zdymisjonowaniu przez nowego prezydenta Muhammada Mursiego z funkcji ministra obrony szefa nieistniejącej już wówczas wojskowej Rady Najwyższej, został nowym ministrem obrony Egiptu. Zamieszanie wywołała jego ówczesna wypowiedź o tym, jakoby w czasie demonstracji przeciwko prezydentowi Husniemu Mubarakowi armia dokonywała na demonstrantkach testów na dziewictwo, rzekomo by chronić je oraz żołnierzy przed ewentualnymi oskarżeniami o gwałty. Po obaleniu Mubaraka część liberalnej opozycji posądzała go niesłusznie o powiązania z islamistami, gdyż jest on bardziej pobożny, niż inni oficerowie.

#### Zamach stanu w 2013 roku
Wobec narastających w Egipcie protestów antyprezydenckich, 1 lipca 2013 dał politykom dwudniowe ultimatum, oczekując uspokojenia nastrojów w kraju, które zostało jednak zignorowane. Wobec tego 3 lipca o godzinie 17:00 wojsko poinformowało prezydenta o odsunięciu go od obowiązków, a kilkadziesiąt minut później decyzję ogłoszono społeczeństwu. Jeszcze tego samego dnia aresztowano ok. 300 działaczy Bractwa Muzułmańskiego oraz powiązanych z nim organizacji, a także zamknięto biura telewizji Al-Dżazira.
16 lipca 2013 zaprzysiężony w gabinecie Hazima al-Biblawiego na stanowisko ministra obrony. Tym samym utrzymał tekę ministra tego resortu. As-Sisi został także wicepremierem.

#### Działalność po zamachu stanu
W ocenach analityków i obserwatorów sytuacji w Egipcie to as-Sisi był najważniejszą postacią w nowym rządzie.
24 lipca 2013, w czasie manifestacji obrońców obalonego rządu i kontrmanifestacji ich przeciwników, wezwał Egipcjan do kontynuowania ulicznych protestów przeciwko Braciom Muzułmanom, aby wojsko zyskało mandat społeczny do „zwalczania przemocy i potencjalnych terrorystów”. Poparł go ruch społeczny Tamarrud, wcześniej występujący przeciwko Muhammadowi Mursiemu. Jego słowa zostały odczytane przez zwolenników obalonego prezydenta jako wezwanie do wojny domowej. 26 lipca faktycznie doszło do manifestacji, których uczestnicy wyrażali poparcie dla rządu tymczasowego.
14 sierpnia 2013 wojsko rozpędziło obozy zwolenników Braci Muzułmanów, padło kilkaset ofiar. Robert Fisk określił to wydarzenie jako porażkę rządu kierowanego przez as-Sisiego, chociaż zaznaczył, że sam generał prawdopodobnie nie chciał masakry (podobnie jak nie życzyli jej sobie amerykańscy sojusznicy Egiptu).
Po przejęciu władzy w Egipcie przez wojsko wśród zwolenników nowego rządu wytworzył się swoisty kult as-Sisiego. Zwolennicy rządów wojska uważają, że as-Sisi wyraża życzenia i wolę narodu egipskiego. Jego fotografie widoczne są na ulicach egipskich miast, jak również na różnych przedmiotach, np. kubkach lub czekoladkach.
Początkowo as-Sisi odżegnywał się od zamiarów kandydowania w wyborach prezydenckich zaplanowanych na 2014 rok, ale 11 stycznia zapowiedział, że może wystartować w wyborach prezydenckich, jeśli uzyska poparcie zarówno społeczeństwa, jak i armii. W kraju powszechne było wówczas przekonanie, iż as-Sisi wystartuje w wyborach. Swoje poparcie dla jego ewentualnej kandydatury wyrażały już ruch Tamarrud, lewicowy Front Ocalenia Narodowego i Ahmad Szafik (przegrany rywal Muhammada Mursiego w wyborach prezydenckich). 27 stycznia 2014 został przez p.o. prezydenta Mansura mianowany na stopień marszałka polnego. Tego samego dnia Najwyższa Rada Sił Zbrojnych udzieliła mu poparcia w sprawie kandydowania na urząd prezydencki.
26 marca 2014 zrezygnował z funkcji ministra obrony i oficjalnie ogłosił odejście z armii oraz swój start w wyborach prezydenckich.

### Prezydent Egiptu
Według oficjalnych wyników wyborów prezydenckich, które odbyły się w dniach 26-28 maja (a zatem o jeden dzień dłużej, niż zapowiadano pierwotnie; zmiana wynikała z niskiej frekwencji w pierwszych dniach głosowania), uzyskał w nich 96,9% oddanych głosów. 8 czerwca 2014 został zaprzysiężony na prezydenta Egiptu. W czasie kampanii prezydenckiej nie przedstawił szczegółowego programu swoich przyszłych działań.
Jako prezydent zadeklarował przekazywanie połowy swojego wynagrodzenia, aby wspierać egipską gospodarkę. Podkreśla znaczenie religii, zaznaczając równocześnie, że z egipskiego dyskursu politycznego zostanie wyeliminowany ekstremizm, zachowując także ścisłą kontrolę państwa nad instytucjami islamskimi. Stwierdził, że demokracja w Egipcie nie będzie możliwa w ciągu najbliższych 25 lat; w okresie jego rządów egipskie sądy w dalszym ciągu wydają wyroki śmierci w sprawach uczestników protestów Braci Muzułmańskich z lata 2013 roku. As-Sisi utworzył ponadto na mocy dekretu Najwyższą Radę, w której kompetencjach leży tworzenie nowych projektów ustaw, które parlament będzie zobowiązany zatwierdzić. W czerwcu 2014 roku na jego polecenie przeprowadzona została rekonstrukcja rządu Ibrahima Mahlaba.
6 sierpnia 2015 prezydent uczestniczył w ceremonii otwarcia Nowego Kanału Sueskiego, była to pierwsza tak kosztowna inwestycja koordynowana przez administrację as-Sisiego.
W wyborach prezydenckich, które odbyły się w dniach 26–28 marca 2018, as-Sisi uzyskał 97,08% głosów, wygrywając już w pierwszej turze. Jego jedynym kontrkandydatem był Musa Mustafa Musa, przewodniczący partii Al-Ghad, który uzyskał 2,92% głosów.
As-Sisi ponownie uzyskał reelekcję w 2024, zdobywając 89,6% głosów. Jego kontrkandydatami byli: Hazem Omar z Republikańskiej Partii Ludowej, Farid Zahran z Partii Socjaldemokratycznej oraz Abdul Sanad Yamama z liberalnej Egipskiej Partii Wafd.
Sisi rządzi w sposób autorytarny w Egipcie, ponieważ armia egipska ma niekontrolowaną władzę, a wybory nie są wolne i uczciwe. Organizacja Human Rights Watch wskazała w raporcie na nadużycia wobec opozycji podczas rządów as-Sisiego, bezprecedensowe rozszerzanie możliwości sądzenia osób cywilnych przez sądy wojskowe, a także przyzwalanie na nadużycia i przemoc sił policyjnych, także wojska, pod pretekstem walki z terroryzmem.

## Odznaczenia
- Medal 25 Kwietnia
- Medal za Służbę Wojskową I klasy
- Medal za Służbę Wojskową II klasy
- Medal za Wybitną Służbę
- Złoty Medal Jubileuszowy Rewolucji 23 lipca
- Srebrny Medal Jubileuszowy Wojny Październikowej
- Medal za Długoletnią Nienaganną Służbę
- Medal Rewolucji 25 stycznia
- Medal za Wyzwolenie Kuwejtu (Kuwejt)
- Order Abda al-Aziza ibn Su’uda (Arabia Saudyjska)
- Order Mubaraka Wielkiego(inne języki) (قلادة مبارك الكبير, Kuwejt)
- Order Słonia – Dania, 2024[32]

## Życie prywatne
Jest żonaty, ma trzech synów i córkę.